# Русов Олександр Олександрович
Олекса́ндр Олекса́ндрович Ру́сов (7 (19) лютого 1847, Київ — 8 (21) жовтня 1915, Саратов) — український земський статистик, етнограф, фольклорист і громадський діяч. Чоловік Софії Русової.

## Життєпис

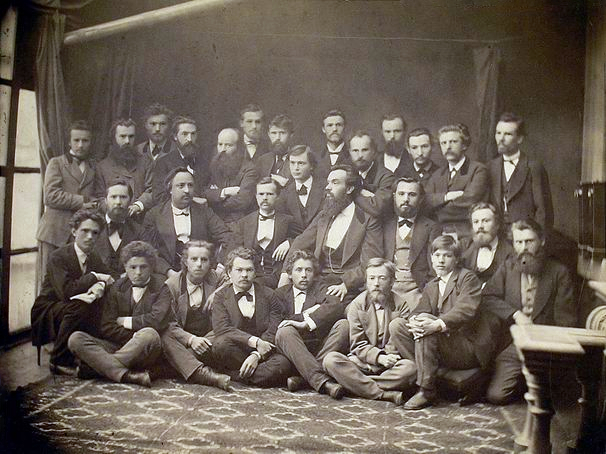
Київська «стара» громада разом зі студентською, 1874 р. Зліва направо: перший ряд: невідомо, Комарецький, невідомий представник студентської громади, Олександр Русів (скарбник), Іродіон Житецький, Волянський, Трохим Біленький, Михайло Левченко;
другий ряд: Микола Лисенко, Павло Чубинський, Іван Нечуй-Левицький, Михайло Старицький, Орест Левицький (делегат студентів при старій громаді), Діаконенко;
третій ряд: Фаворський, Михайло Драгоманів, Петро Косач (?), Білоусів, Микола Ковалевський, Пащенко, Хведір Вовк, Володимир Антонович, Микола Вербицький, Вільям Беренштам, невідомо, невідомо, Павло Житецький, невідомо.

Народився 7 лютого 1847 року в Києві. Закінчив Другу київську гімназію. Під час навчання в Київському університеті був членом Старої Громади, до якої його ввів Михайло Драгоманов.

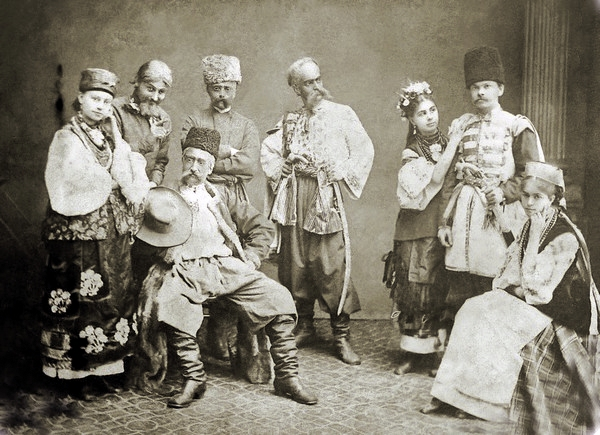
Перші виконавці опери «Різдвяна ніч». Київ, 1873. Стоять: Солоха (Л. Липська), Дяк (А. Матвіїв), Чуб (В. Новицький), Пацюк (Габель), Оксана (Лисенко), Вакула (Олександр Русов). Сидять: Голова (Богданів), Одарка (Н. Булах)

По закінченні історико-філологічного факультету у 1868 р. кілька років був учителем гімназії в Києві; після відкриття Південно-західного відділу Географічного Товариства став його активним членом.
1874 р. брав участь у підготовці перепису населення Києва. Кілька разів виїздив на навчання за кордон.
Під час перебування в Празі у 1875–1876 роках видрукував перше повніше видання Шевченкового «Кобзаря» (2 томи), з якого російська цензура пропустила тільки перший том.

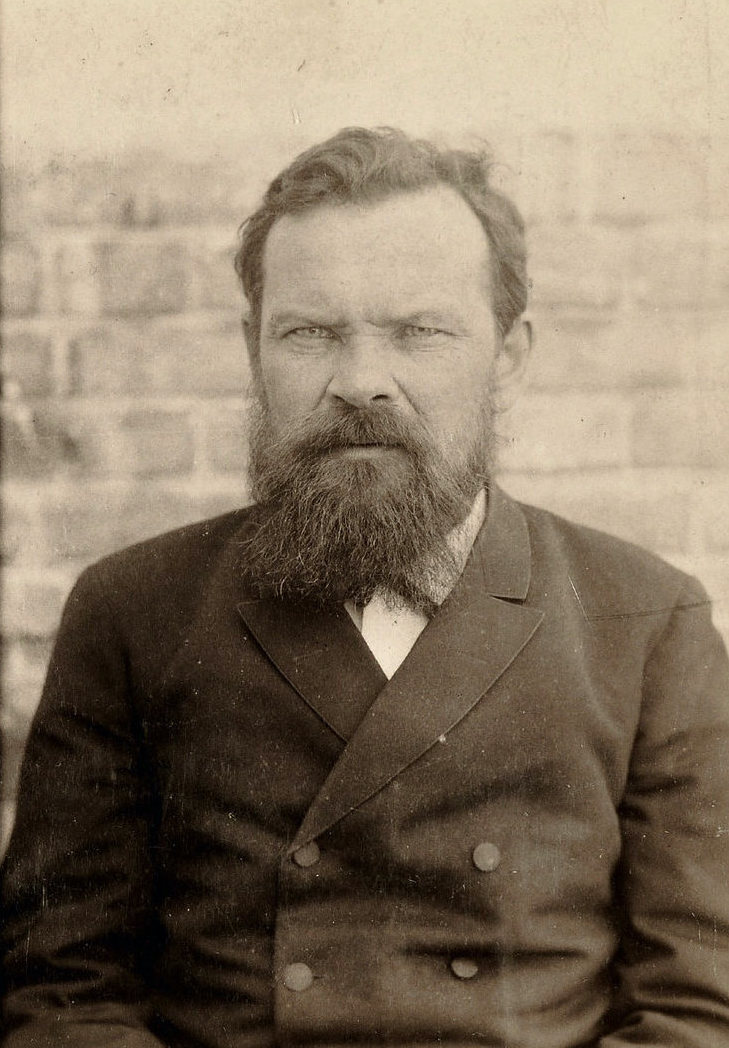
Фотознімок Олександра Русова з колекції фотографій з фондів жандармських управлінь та охоронних відділень. 1893 р.

Разом з Петром Червінським, Василем Варзаром і Олександром Шликевичем організував земську статистику на Чернігівщині, яка дала початок так званій Чернігівській земській статистиці і залишила глибокий слід в історії статистичної думки.
У 1878–1880 роках працював у Ніжинському повітовому земстві.
У 1879—1883 роках перебував в Одесі, де взяв участь у діяльності української громади.
У 1882–1892 роках очолював оціночно-статистичну роботу в Херсонській і Харківській губерніях.
У 1893–1898 роках розробив економічний баланс Чернігівської губернії;
У 1899–1902 роках  — завідував Статистичним бюро Полтавської губернії. Провадив описи повітів і міст, організував подвірний перепис Полтавської губернії.
Після примусового виселення з Полтави 1902 р. переїхав до Петербурга, де працював у страховому товаристві «Надежда».
1909 року повернувся в Україну і викладав статистику в Київському комерційному інституті, був професором.
Помер у Саратові 8 жовтня 1915 року, куди був евакуйований під час Першої світової війни комерційний інститут.

## Наукова діяльність
Русов — автор близько 40 наукових праць і численних статей, серед них 8 «Київській старині.» і «Украинской Жизни». З економічно-статистичних праць Русова найважливіші:
- «Русские тракты в конце 17 и начале 18 веков» 1876 р.;
- «Нежинский уезд» 1879 р.;
- «Харьков по переписи 1893 г.» 1893 р.;
- «Описание Черниговской губернии» 2 томи 1898–1899 рр.;
- «Днепр в конце 18 ст.»;
- «Статистика украинского населения Європейской России» (в книзі «Украинский народ в его прошлом и настоящем», 1914 р.);

Праці про Херсонський повіт, про народну освіту в Херсонській губернії, про Воздвиженський ярмарок у Чернігові та інші. З української фолкльористики Русов написав розвідку про Вересая («Остап Вересай и исполняемые им думы и песни» 1874 р.), торбаністів 1892, колядки 1907 й інші. Русов написав також працю про діяльність М. Лисенка («КСт.», 1903). Своєю географічно-експедиційною методою статистичних дослідів Русов створив школу дослідників.

## Вшанування пам'яті
У Херсоні існує вулиця Олександра Русова.
19 лютого 2017 року на державному рівні в Україні відзначався ювілей — 170 років з дня народження Олександра Русова (1847—1915), земського статистика, етнографа, педагога, громадського і політичного діяча.